# 북부칼코박쥐
북부칼코박쥐(Lonchorhina inusitata)는 주걱박쥐과(신세계잎코박쥐류)에 속하는 박쥐의 일종이다. 브라질과 프랑스령 기아나, 수리남 그리고 베네수엘라에서 발견된다.

## 특징
보통 크기의 바귀로 전체 몸길이가 119~132mm이고 전완장은 52.4~56.8mm, 꼬리 길이는 56~67mm이다. 몸무게는 최대 16.5g이다. 등 쪽 털은 짙은 갈색이지만 배 쪽은 좀더 연한 색을 띤다. 주둥이는 짧고 잎코는 아주 길다.

## 생태
최대 500마리까지 무리를 지어 동굴 안 쪽에 은신한다. 시냇가와 수원지 근처에서 발견된다. 먹이는 곤충으로 숲 속에서 수집하는 거미와 나방, 모기 등이다. 11월에 젖을 먹이는 암컷이 포획되고 일부는 젖을 먹인 후 10월에 포획된다.

## 분포 및 서식지
베네수엘라 남부와 동부, 가이아나, 수리남 서부, 프랑스령 기아나 중부, 브라질 혼도니아주에 널리 분포한다. 일차림과 이차림에서 서식한다.